# Qaḑā' as Sulaymānīyah
Qaḑā' as Sulaymānīyah (kurdiska: Qeza-î Slêmanî, arabiska: قضاء السليمانية, kurdiska: قەزاى سلێمانى) är ett distrikt i Irak.   Det ligger i provinsen Sulaymaniyya, i den norra delen av landet, 260 km norr om huvudstaden Bagdad.
Följande samhällen finns i Qaḑā' as Sulaymānīyah:
- Sulaymaniyya